# 瀬戸市立光陵中学校
瀬戸市立光陵中学校（せとしりつ こうりょうちゅうがっこう）は、愛知県瀬戸市萩山台にある公立中学校。瀬戸市立瀬戸特別支援学校中学部、高等部を併設している。

## 学区
- 原山台1-8丁目、菱野台1-4丁目、萩山台1-9丁目、八幡台1-9丁目が通学区域であり[1]、瀬戸市立原山小学校校区、瀬戸市立萩山小学校校区、瀬戸市立八幡小学校校区に該当する[2]。
- 愛知県営菱野団地の造営時に設置が計画されていた中学校であり、通学区域は菱野団地一帯に該当する。

## 沿革
- 1973年（昭和48年）4月 - 瀬戸市立幡山中学校、瀬戸市立水無瀬中学校から分離し、開校。
- 2014年（平成26年）4月 - 校舎の一部を改修し、瀬戸市立瀬戸特別支援学校光陵校舎を設置する。
- 2026年（令和8年）４月 - 原山小学校・萩山小学校・八幡小学校の統合に伴い、小中一貫校に改組予定[3]。

## 交通アクセス
- 愛知環状鉄道線瀬戸口駅下車、徒歩約30分。
- 名鉄バス東山線「萩山台南」より徒歩約4分。

瀬戸駅前より【16系統】【16H系統】【17H系統】菱野団地方面行き。

## 周辺施設
- 愛知県立瀬戸西高等学校
- 聖霊中学校・高等学校
- 瀬戸市立水無瀬中学校
- 瀬戸市立原山小学校
- 瀬戸市立八幡小学校
- 瀬戸市立萩山小学校（瀬戸市立瀬戸特別支援学校萩山校舎を併設）
- 萩野保育園
- 菱野幼稚園
- 瀬戸信用金庫菱野支店
- 瀬戸菱野郵便局

## 出身著名人
- 八木聖人 - フットサル選手。
- 川本雅紀 - 瀬戸市長。
- 石川秀美 - 元アイドル歌手、薬丸裕英夫人。